# Josef Klettlinger
Josef Albert Maria Klettlinger (ur. 8 października 1875 w Wiedniu, zm. 1 kwietnia 1944 tamże) – oficer armii austro-węgierskiej, tytularny generał major Armii I Republiki Austriackiej, komendant enklawy Jasnej Góry w czasie I wojny światowej.

## Życiorys

### Młodość
Josef Klettlinger urodził się 8 października 1875 roku w Wiedniu jako syn Josefa i Wiktorii z domu Fröhlich. Jego ojciec był wachmistrzem sztabowym królewsko-węgierskiej straży przybocznej.
Klettlinger ukończył cztery klasy szkoły realnej, po czym przeniósł się do Cesarsko-Królewskiej Szkoły Kadetów Piechoty. Po ukończeniu edukacji służył w latach 1895–1900 w garnizonach w Jarosławiu i Przemyślu. W 1900 roku został przeniesiony do garnizonu w Wiener Neustadt i służył w nim do 1906 roku, jednocześnie był słuchaczem Wojskowej Szkoły Szermierczej w Wiedniu, w której uzyskał uprawnienia instruktorskie. W 1901 roku został awansowany na porucznika i rozpoczął studia w Terezjańskiej Akademii Wojskowej.
W 1907 roku został przeniesiony do garnizonu w Przemyślu i przydzielony do Galicyjskiego Pułku Piechoty Nr 10. W przemyskim garnizonie pełnił funkcję instruktora szermierki. Trzy lata później powierzono mu dowództwo nad batalionem w Bjelinie w Bośni, a w listopadzie tego samego roku awansowano go na kapitana i mianowano dowódcą kompanii. Od lipca 1914 roku pełnił funkcję zastępcy komendanta Instytutu Szermierki.

### I wojna światowa
27 lipca 1914 roku objął dowództwo kompanii, a po wybuchu I wojny światowej został wysłany na front. W bitwie nad Driną został ciężko ranny w kolano i od 18 września przebywał w szpitalu w Zvorniku i Budapeszcie.
Po wyjściu ze szpitala skierowano go do pracy w administracji i przydzielono Cesarsko-Królewskiej Komendanturze w Polsce, która skierowała go do dowództwa etapowego 6 Armii. W tym czasie cesarz Franciszek Józef przekonał niemieckich sojuszników do wydzielenia katolickiego klasztoru Jasna Góra z niemieckiej strefy okupacyjnej i przekazania go pod zarząd katolickich Austro-Węgier. Jednocześnie miasto Częstochowa pozostało pod zarządem niemieckim.
26 kwietnia 1915 roku Klettlinger został mianowany komendantem Cesarsko-Królewskiej Komendantury Enklawy Jasna Góra i zamieszkał w Częstochowie, tam też urządzona została kancelaria austriackiego garnizonu z Jasnej Góry. Klettlinger zainicjował działania mające zwolnić klasztor z kontrybucji nałożonych przez administrację okupacyjną. Jego inicjatywa spotkała się z pozytywną odpowiedzią władz austriackich. 1 lutego 1917 roku został mianowany na stopień majora. Jego oddziałem macierzystym był nadal Pułku Piechoty Nr 10.
4 listopada 1918 roku Klettlinger przekazał zwierzchność wojskową nad klasztorem por. Arturowi Wiśniewskiemu z 22 Pułku Piechoty Wojska Polskiego, po czym otrzymał od władz miasta podziękowania za opiekę nad Jasną Górą.

### Ostatnie lata
Po wojnie został przeniesiony w stan spoczynku ze względu na niezdolność do służby liniowej (1919), ale w 1921 roku awansowano go do stopnia pułkownika i nadano uprawnienia wykładowe. Ostatecznie w stan spoczynku ze względu na całkowitą niezdolność do służby wojskowej został przeniesiony w 1925 roku, w stopniu tytularnego generała majora.
W 1930 roku Klettlinger odwiedził klasztor na Jasnej Górze jako pielgrzym. Został wtedy oficjalnie powitany przez zakonników i ponownie odebrał podziękowania za swoją działalność jako komendant wojskowy klasztoru.
Zmarł 1 kwietnia 1944 roku w Wiedniu.

## Awanse
- kadet – 1 września 1895
- podporucznik – 1896
- porucznik – 1901
- kapitan – 1910
- major – 1 lutego 1917
- pułkownik – 1921
- tytularny generał major – 1925